# Caroline Fischer
Caroline Fischer (...) è una pianista tedesca naturalizzata sudcoreana.

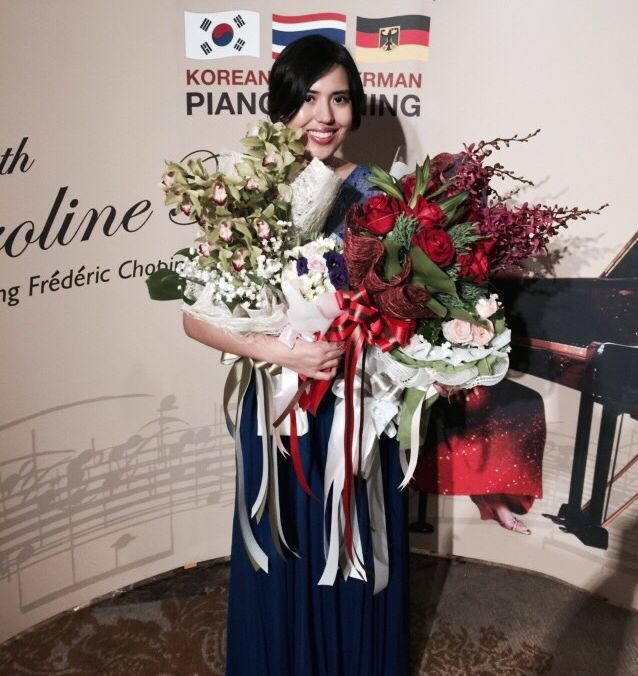
Caroline Fischer

Ha tenuto concerti in tutto il mondo e ha ricevuto diversi premi e riconoscimenti.

## Biografia

### Educazione musicale
Caroline Fischer ricevette le sue prime lezioni di piano all'età di tre anni da sua madre e fu iscritta all'Istituto Julius Stern per studenti molto dotati presso l'Universität der Künste Berlin all'età di nove anni. A soli 16 anni iniziò i suoi studi alla Hochschule für Musik "Hanns Eisler" di Berlino e continuò a studiare alla Staatliche Hochschule für Musik und Darstellende Kunst Mannheim in Germania, all'università della musica di Ginevra in Svizzera e all'Accademia di musica norvegese a Oslo, con i professori Pascal Devoyon, Paul Dan, Georg Sava, Ulrich Eisenlohr e Einar Steen-Nøkleberg. Completò tutti i suoi nove livelli (otto diplomi, un master) con risultati eccezionali, tra cui due diplomi Konzertexamen. Oltre alla carriera musicale, la Fischer ha studiato gestione culturale e dei media alla Hochschule für Musik und Theater Hamburg.

### Concerti
La Fischer ha tenuto numerosi concerti di successo in Europa, Asia, Sudamerica e Stati Uniti e si è esibita in importanti sale da concerto, come la Philharmonie Berlin, la Carnegie Hall di New York, la Konzerthaus Berlin, il Seoul Arts Center, la Musikhalle Hamburg, la Gumho Art Hall Seoul, la Beijing Forbidden City Concert Hall, la Shenzhen Concert Hall, la Xinghai Concert Hall, la Ruhrfestspielhaus Recklinghausen, il Theater Wolfsburg, la Woori Financial Art Hall Seoul, il National Theatre di Bangkok, il Thailand Cultural Centre, il Teatro Municipal de Las Condes Cile, il Wiener Musikverein ed il Wiener Konzerthaus. Ha suonato come solista con la Berlin Radio Symphony Orchestra, la Korean Chamber Ensemble, la Berlin Symphony Orchestra, la Baden-Baden Philharmonic Orchestra, l'Orquesta de Cámara de Valdivia, la New Symphony Orchestra di Berlino, la New Philharmonie Westphalia nonché all'International Steinway Piano Festival, all'EXPO di Hanover e Yeosu, al Beethoven-Festival di Bangkok, al Korean Festival di Seoul, Schleswig-Holstein Music Festival.Fischer ha tenuto concerti durante le visite statali dell'ex presidente federale tedesco Roman Herzog in Corea del Sud e Mongolia e si è esibita nel Palazzo Bellevue di Berlino per l'ex cancelliere federale Helmut Kohl e per la cancelliera federale Angela Merkel.

### Insegnamento
Dal 2010 al 2013 la Fischer è stata assistente alla cattedra di pianoforte della professoressa Einar Steen-Nøkleberg presso l'Accademia di musica norvegese di Oslo ed è stata nominata la più giovane artista ospite presso l'Università Chulalongkorn di Bangkok. Tiene regolarmente corsi di perfezionamento in Europa, Sudamerica e Asia.

### Altre attività
Oltre alla sua carriera attiva come interprete, la Fischer è presidente del Kulturclub Berlin e.V. e pure direttrice artistica e organizzatrice del Rising Stars Grand Prix - International Music Competition di Berlino, che si tiene nella Philharmonie Berlin.

## Premi
Caroline Fischer ha vinto 39 premi e riconoscimenti (primi premi, medaglie d'oro, premi del pubblico) in concorsi nazionali e internazionali:
- Giovani compositori "Jugend musiziert"
- Concorso pianistico internazionale Steinway di Berlino
- Concorso internazionale Queen Sophie Charlotte
- Concorso internazionale per giovani Berlino
- Köster Classic Award-Klassik Radio Hamburg
- Concorso musicale del Lions club di Mannheim
- Förderpreis Berliner Salon
- Vienna Grand Prize Virtuoso
- Concorso internazionale di Concerto American Protégé
- Concorso internazionale di musica classica on stage
- Concorso internazionale di Quebec
- Premio Superstar di musica classica

ed ha ricevuto 16 borse di studio da rinomate fondazioni.

## Discografia
Il suo primo CD Caroline Fischer Piano (2006), il suo secondo CD Lisztomagia (2009), il suo terzo Pearls of Classical Music (2017) e il quarto CD Piano Passion (2017) sono stati pubblicati dalla Genuin classics.

## Recensioni della stampa

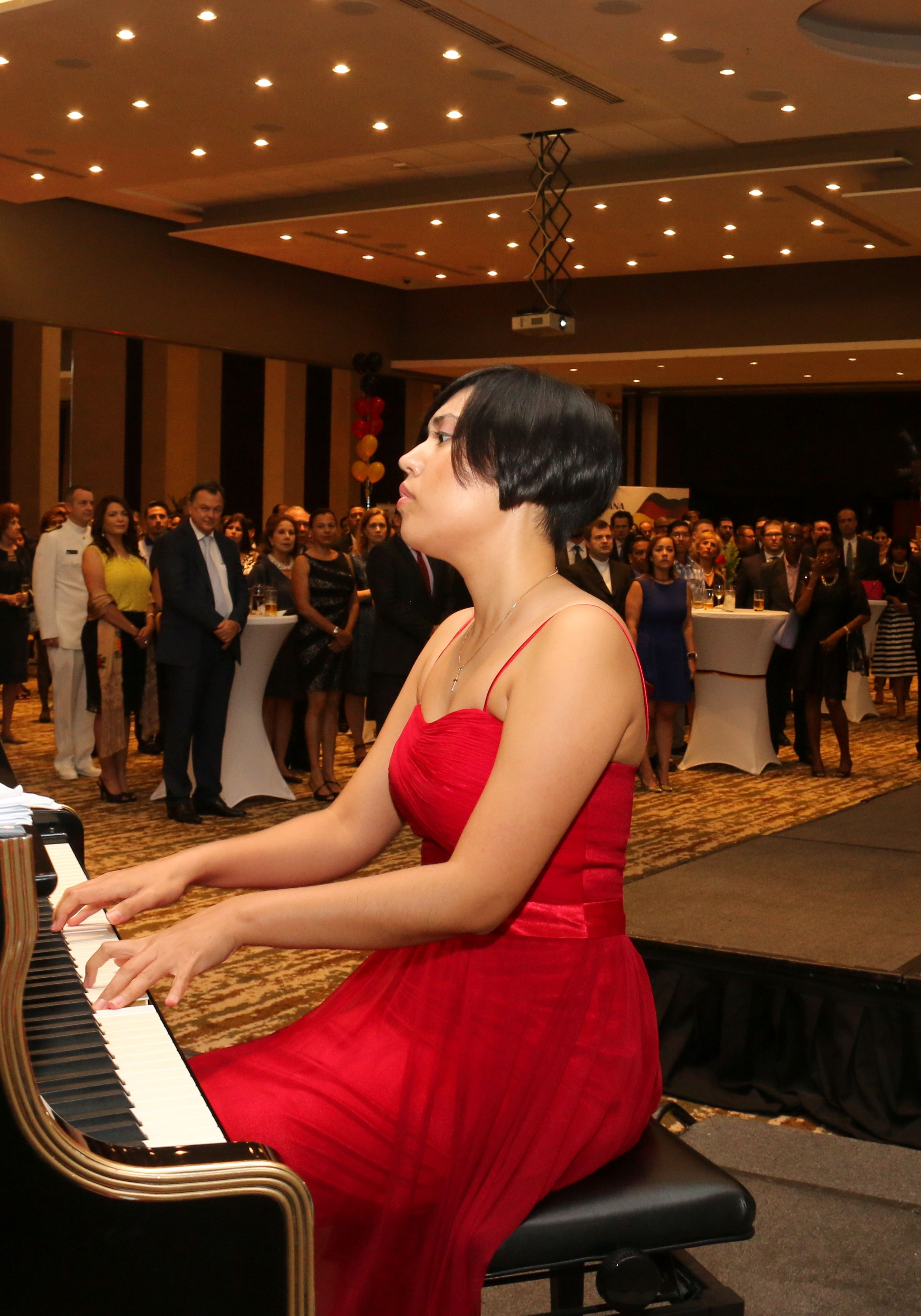
Caroline Fischer in concerto

Leipziger Volkszeitung, 2009: "Il suo approccio a Liszt è modellato dalla linea musicale, si concentra sulla trasparenza e sulla struttura, sia nelle magnifiche trascrizioni di lied di Schubert o di Schumann dissimulandolo nel Mephisto Waltz n. 1»
(Klassik.com, 2009)
(Klassik-heute.com, 2009)
(Wolfsburger Nachrichten, 2008)
(Wolfsburger Allgemeine Zeitung, 2008)
(Badische Neueste Nachrichten, 2007)
(Resmusica.com, 2006)
Klassik-heute.com, 2006: Un'interprete le cui esibizioni la separano decisamente dalla massa degli altri industriosi pianisti di talento. Esegue il suo programma, che contiene una serie di capolavori da virtuoso, non solo con correttezza, ma anche con un grado di immaginazione dominante che costringe l'ascoltatore meticoloso a sedersi e prenderne atto. Caroline Fischer ha qualcosa da dire su tutte le composizioni musicali qui presentate, arricchisce la Rapsodia ungherese numero 13 di intuizione e pathos gitano, non solo nelle brevi note di grazia, ma anche nel finale frivolo e simile alla danza: sa come colorare le drammatiche vicissitudini di la fantasia di Don Juan e farle risaltare l'una dall'altra, suonare il pianoforte con un alto grado di solidità e, nei momenti decisivi, anche di un certo potere di fuoco infiammabile, ardente»
(Klassik.com, 2006)

## Albero genealogico musicale
Caroline Fischer ha studiato tra gli altri con il professor Dan e il professor Sava. Entrambi erano allievi di György Halmos, che aveva studiato con Emil von Sauer, il quale a sua volta era uno studente di Franz Liszt. Liszt aveva ricevuto lezioni di piano da Czerny, che nella sua giovinezza era stato allievo di Beethoven e Hummel. Beethoven stesso studiò con Haydn.